# Vito Genovese

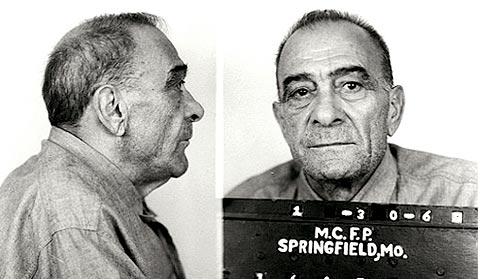
Genovese fichado na polícia em 1959

Vito Genovese, conhecido por Don Vito (Tufino, 21 de novembro de 1897 — Springfield, 14 de fevereiro de 1969), foi um gângster mafioso ítalo-americano, tido por alguns como membro da máfia durante a Guerra Castellammarese para mais tarde se tornar líder da família do crime Genovese. Ele serviu como mentor para muitos futuros patrões da máfia incluindo Vincent "The Chin" Gigante, Michael "Mike the Pipe" Genovese e Carlo "Don Carlo" Gambino. É também um familiar de Thomas Genovese.
Foi condenado a 15 anos de prisão por tráfico de drogas no dia 17 de abril de 1959, morreu vítima de um ataque cardíaco em 14 de fevereiro de 1969 aos 71 anos no Centro Médico para presos federais em Springfield, Missouri onde cumpria pena. Faltavam 5 anos para Vito ser libertado.
Vito deixou uma viúva, 2 filhos e uma família do crime organizado com seu nome atuante até os dias de hoje.
Está sepultado no St. John Cemetery em Middle Village, no Queens, junto com seus parceiros de máfia, Charles Luciano e Carlo Gambino.